# Clémery
Clémery est une commune française située dans le département de Meurthe-et-Moselle en région Grand Est.

## Géographie

### Localisation
Clémery est un village lorrain situé à 10 km à Vol d'oiseau à l'est de Pont-à-Mousson, 26 km au sud de Metz et 22 km au nord de Nancy.
La commune se trouve dans la zone d'emploi de Nancy et dans le bassin de vie de Pont-à-Mousson.

### Communes limitrophes
Les communes limitrophes sont  Belleau, Landremont, Nomeny, Port-sur-Seille, Rouves et Sainte-Geneviève.
| Port-sur-Seille  |         | Rouves |
| Sainte-Geneviève | Clémery | Nomeny |
| Landremont       | Belleau |        |

### Géologie et relief
La superficie de la commune est de 9,45 km2 ; son altitude varie de 179  à   226 mètres.

### Hydrographie

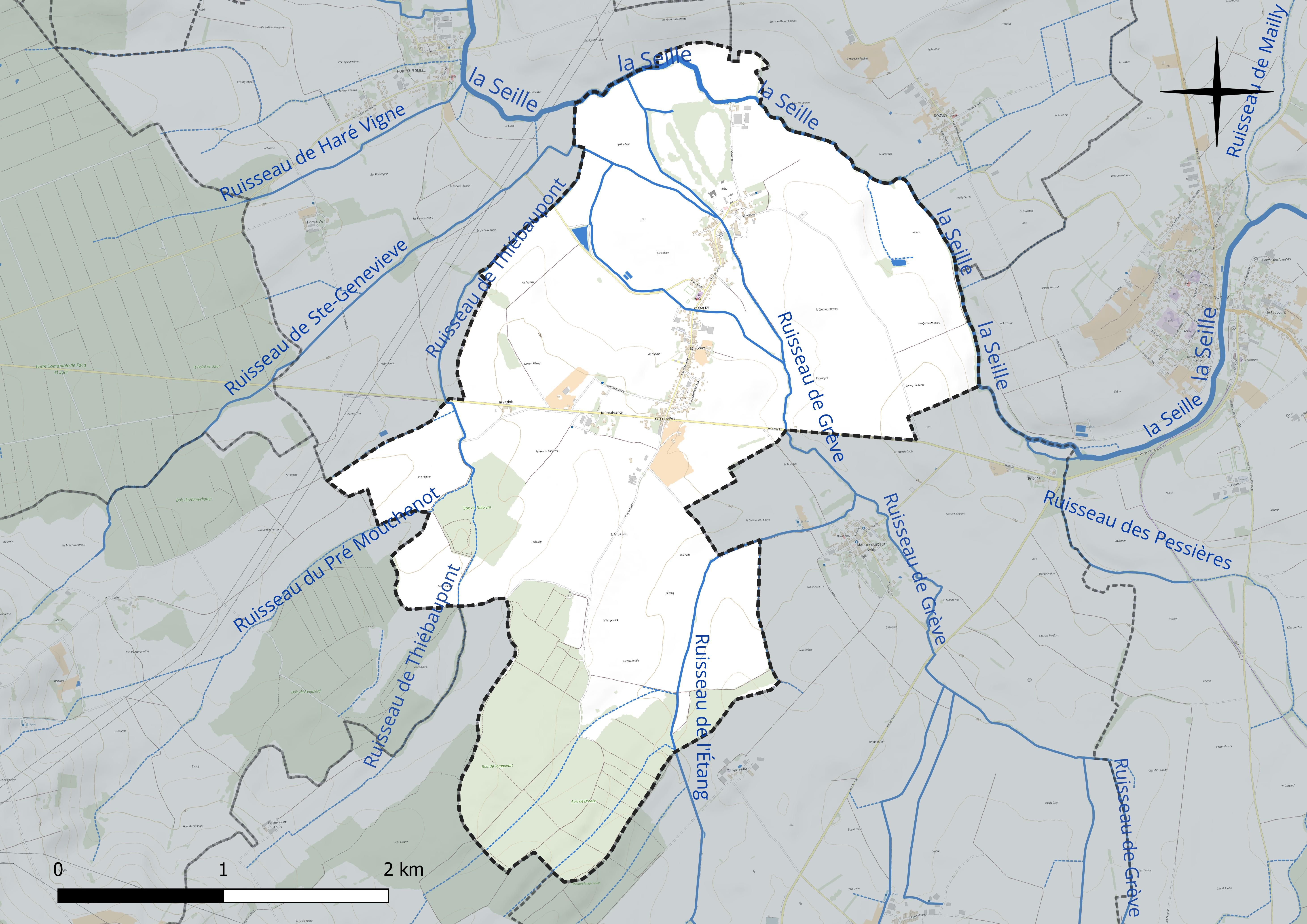
Réseau hydrographique de Clémery.

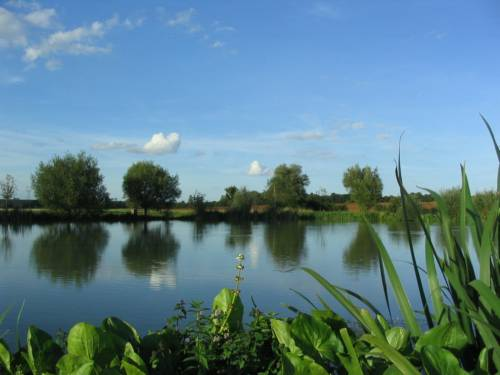
L'étang de Clémery.

La commune est dans le bassin versant du Rhin au sein du bassin Rhin-Meuse. Elle est drainée par la Seille, le ruisseau de Greve, le ruisseau de l'Étang de Manoncourt-Sur-Seille et le ruisseau de Thiebaupont,.
La Seille, d'une longueur de 138 km, prend sa source dans la commune de Maizières-lès-Vic et se jette  dans divers bras mort de la Moselle à Metz, après avoir traversé 57 communes. Les caractéristiques hydrologiques de la Seille sont données par la station hydrologique située sur la commune de Nomeny. Le débit moyen mensuel est de 7,55 m3/s. Le débit moyen journalier maximum est de 120 m3/s, atteint lors de la crue du 31 décembre 2001. Le débit instantané maximal est quant à lui de 125 m3/s, atteint le même jour.

### Climat
Pour des articles plus généraux, voir Climat du Grand Est et Climat de Meurthe-et-Moselle.
En 2010, le climat de la commune est de type climat océanique dégradé des plaines du Centre et du Nord, selon une étude du Centre national de la recherche scientifique s'appuyant sur une série de données couvrant la période 1971-2000. En 2020, Météo-France publie une typologie des climats de la France métropolitaine dans laquelle la commune est exposée à un climat semi-continental et est dans la région climatique Lorraine, plateau de Langres, Morvan, caractérisée par un hiver rude (1,5 °C), des vents modérés et des brouillards fréquents en automne et hiver.
Pour la période 1971-2000, la température annuelle moyenne est de 9,9 °C, avec une amplitude thermique annuelle de 16,9 °C. Le cumul annuel moyen de précipitations est de 724 mm, avec 11,4 jours de précipitations en janvier et 9,2 jours en juillet. Pour la période 1991-2020, la température moyenne annuelle observée sur la station météorologique de Météo-France la plus proche, « M.n.l. », sur la commune de Goin à 11 km à vol d'oiseau, est de 10,7 °C et le cumul annuel moyen de précipitations est de 678,8 mm. 
La température maximale relevée sur cette station est de 39,5 °C, atteinte le 24 juillet 2019 ; la température minimale est de −16,3 °C, atteinte le 2 janvier 1997,,.
Les paramètres climatiques de la commune ont été estimés pour le milieu du siècle (2041-2070) selon différents scénarios d'émission de gaz à effet de serre à partir des nouvelles projections climatiques de référence DRIAS-2020. Ils sont consultables sur un site dédié publié par Météo-France en novembre 2022.

## Urbanisme

### Typologie
Au 1er janvier 2024, Clémery est catégorisée commune rurale à habitat dispersé, selon la nouvelle grille communale de densité à sept niveaux définie par l'Insee en 2022.
Elle est située hors unité urbaine et hors attraction des villes,.

### Occupation des sols

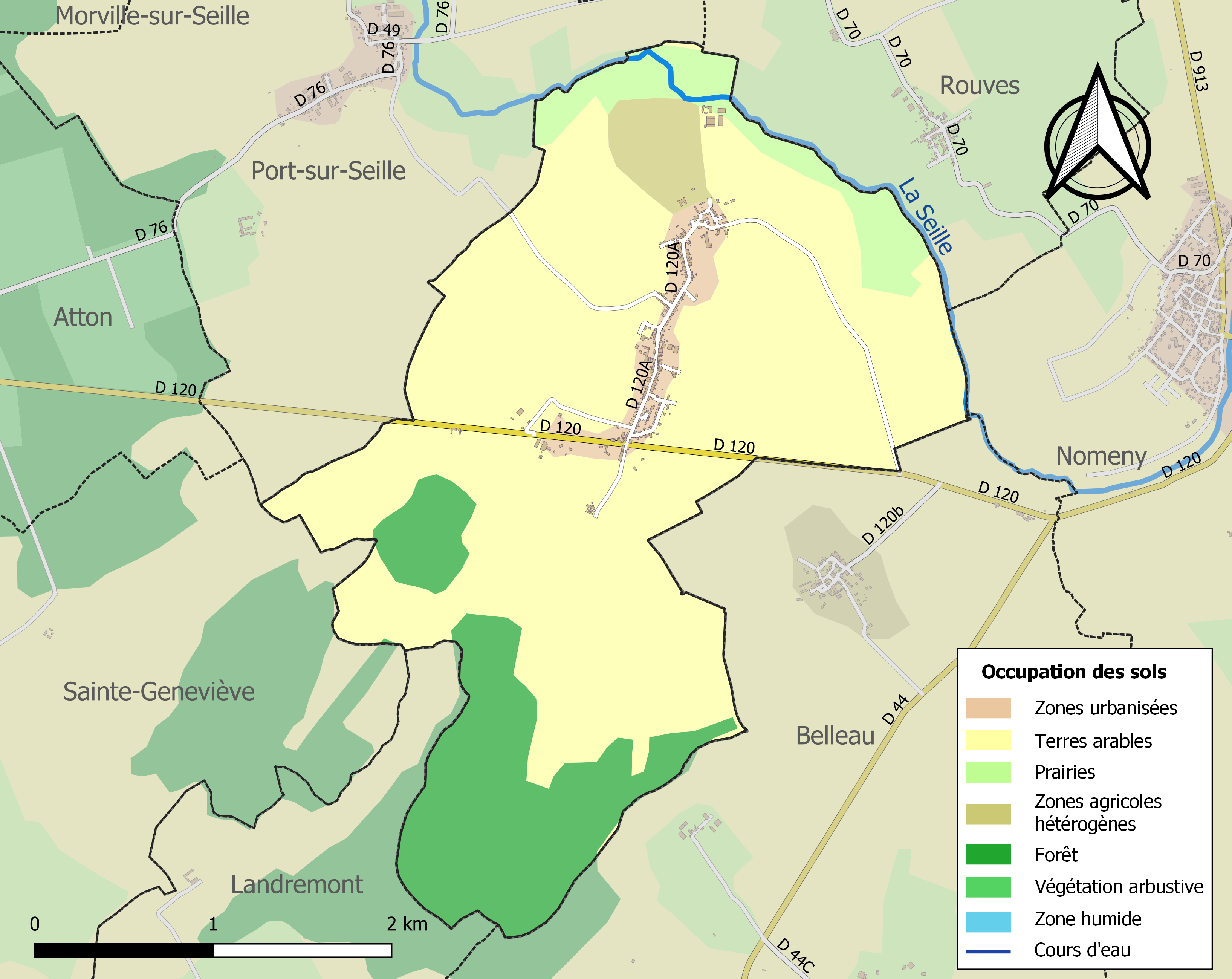
Carte des infrastructures et de l'occupation des sols de la commune en 2018 (CLC).

L'occupation des sols de la commune, telle qu'elle ressort de la base de données européenne d’occupation biophysique des sols Corine Land Cover (CLC), est marquée par l'importance des territoires agricoles (78,4 % en 2018), en augmentation par rapport à 1990 (75,5 %).
La répartition détaillée en 2018 est la suivante : terres arables (69,3 %), forêts (17,6 %), prairies (6,3 %), zones urbanisées (3,9 %), zones agricoles hétérogènes (2,9 %).
L'évolution de l’occupation des sols de la commune et de ses infrastructures peut être observée sur les différentes représentations cartographiques du territoire : la carte de Cassini (XVIIIe siècle), la carte d'état-major (1820-1866) et les cartes ou photos aériennes de l'IGN pour la période actuelle (1950 à aujourd'hui).

### Habitat et logement
En 2016 et 2021, le nombre total de logements dans la commune était de 195, alors qu'il était  de 188 en 2011.
Parmi ces logements, 94,9 % étaient des résidences principales, 1,5 % des résidences secondaires et 3,6 % des logements vacants. Ces logements étaient pour 94,4 % d'entre eux des maisons individuelles et pour 5,1 % des appartements.
Le tableau ci-dessous présente la typologie des logements à Clémery en 2021 en comparaison avec celle de Meurthe-et-Moselle et de la France entière. Une caractéristique marquante du parc de logements est ainsi la faible proportion des résidences secondaires et logements occasionnels (1,5 %) par rapport au département (2,2 %) et à la France entière (9,7 %).
| Typologie                                               | Clémery | Meurthe-et-Moselle | France entière |
| ------------------------------------------------------- | ------- | ------------------ | -------------- |
| Résidences principales (en %)                           | 94,9    | 88,6               | 82,2           |
| Résidences secondaires et logements occasionnels (en %) | 1,5     | 2,2                | 9,7            |
| Logements vacants (en %)                                | 3,6     | 9,2                | 8,1            |

## Toponymie
Le nom de la localité est attesté sous les formes Climerey et Climerei (1289) ; Clamerei (1420) ; Clamerey (1441) ; Clemerey (xve siècle).

## Histoire

### Moyen Âge
Un acte de 1416 mentionne le château-fort, que le duc Charles II de Lorraine avait occupé pour empêcher le duc de Édouard III de Bar de s'y installer.[réf. nécessaire]

### Temps modernes
La terre et seigneurie de Belleau, unie au village de Clemery & de Begnicourt, est érigée en marquisat, sous le nom de du Hautoy, par lettres patentes du 26 mars 1718, registrées en la Chambre des Comptes de Bar le 1er avril suivant, en faveur de Jean-Baptiste Gaston, comte du Hautoy, seigneur de Clemery, chambellan du duc Léopold Ier de Lorraine.
En 1635, les Croates et les Polonais prennent le château le 1er septembre ; le maréchal François de L'Hospital l'assiège immédiatement, et, après trois jours, le reprit le 12 octobre.[réf. nécessaire]

## Politique et administration

### Rattachements administratifs et électoraux

#### Rattachements administratifs
La commune se trouve dans l'arrondissement de Nancy du département de Meurthe-et-Moselle.
Elle faisait partie depuis 1793 du canton de Nomeny. Dans le cadre du redécoupage cantonal de 2014 en France, cette circonscription administrative territoriale a disparu, et le canton n'est plus qu'une circonscription électorale.

#### Rattachements électoraux
Pour les élections départementales, la commune fait partie depuis 2014 du canton d'Entre Seille et Meurthe.
Pour l'élection des députés, elle fait partie de la sixième circonscription de Meurthe-et-Moselle.

### Intercommunalité
Clémery était membre de la communauté de communes de Seille et Mauchère, un établissement public de coopération intercommunale (EPCI) à fiscalité propre créé en 1999 et auquel la commune avait transféré un certain nombre de ses compétences, dans les conditions déterminées par le code général des collectivités territoriales.
Dans le cadre des dispositions de la loi portant nouvelle organisation territoriale de la République du 7 août 2015, qui prévoit que les établissements publics de coopération intercommunale (EPCI) à fiscalité propre doivent avoir un minimum de 15 000 habitants, cette intercommunalité a fusionné avec la communauté de communes du Grand Couronné pour former, le 1er janvier 2017, la communauté de communes de Seille et Grand Couronné, dont est désormais membre la commune.

### Liste des maires
| Période                                  | Période                         | Identité                           | Étiquette          | Qualité |
| ---------------------------------------- | ------------------------------- | ---------------------------------- | ------------------ | --- |
| Les données manquantes sont à compléter. |                                 |                                    |                    | |
|                                          |                                 |                                    |                    | |
| 1878                                     | 1882                            | Charles-Louis Béjeaud              | Républicain modéré | Créateur de la Dentellerie de la Renaissance |
| 1882                                     | 1896                            | Étienne de Ladoucette,             | Appel au peuple    | Baron, Conseiller d'État Député de Meurthe-et-Moselle (1876 → 1881) Député des Ardennes (1881 → 1885 et 1889 → 1893) Conseiller général d'Audun-le-Roman (1871→ 1880) Vice-président du Syndicat central des agriculteurs de France Ordre national de la Légion d'honneur |
|                                          |                                 |                                    |                    | |
| 1910                                     | 1913                            | Fernand Thibault de la Rochethulon | Conservateur       | Général de Brigade de cavalerie, beau-frère d'Étienne de Ladoucette Conseiller général de Nomeny (1903 → 1910) Chevalier de l’Ordre de Pie IX |
| 1913                                     | 1920                            | Georges de Moustier                |                    | Comte, capitaine de Cavalerie Gendre de Fernand Thibault de la Rochethulon |
|                                          |                                 |                                    |                    | |
| 1983                                     | 2004                            | Pierre Viaud                       |                    | Démissionnaire |
| avant 2006                               | mai 2020                        | Lucien Gigleux                     |                    | |
| mai 2020                                 | septembre 2022                  | Jean-Claude Grasser                | DVD                | Cadre retraité Démissionnaire |
| décembre 2022                            | En cours (au 14 septembre 2024) | Lina Rustom                        |                    | Employée retraitée |

## Population et société
Les habitants sont dénommés Les Loups, en référence à Saint Loup, patron de la paroisse.

### Démographie
L'évolution du nombre d'habitants est connue à travers les recensements de la population effectués dans la commune depuis 1793. Pour les communes de moins de 10 000 habitants, une enquête de recensement portant sur toute la population est réalisée tous les cinq ans, les populations de référence des années intermédiaires étant quant à elles estimées par interpolation ou extrapolation. Pour la commune, le premier recensement exhaustif entrant dans le cadre du nouveau dispositif a été réalisé en 2005.

En 2022, la commune comptait 492 habitants, en évolution de −1,01 % par rapport à 2016 (Meurthe-et-Moselle : −0,13 %, France hors Mayotte : +2,11 %).
| 1793 | 1800 | 1806 | 1821 | 1831 | 1836 | 1841 | 1846 | 1851 |
| ---- | ---- | ---- | ---- | ---- | ---- | ---- | ---- | ---- |
| 310  | 414  | 452  | 507  | 572  | 536  | 541  | 572  | 568  |

| 1856 | 1861 | 1872 | 1876 | 1881 | 1886 | 1891 | 1896 | 1901 |
| ---- | ---- | ---- | ---- | ---- | ---- | ---- | ---- | ---- |
| 567  | 530  | 504  | 495  | 508  | 466  | 463  | 451  | 411  |

| 1906 | 1911 | 1921 | 1926 | 1931 | 1936 | 1946 | 1954 | 1962 |
| ---- | ---- | ---- | ---- | ---- | ---- | ---- | ---- | ---- |
| 406  | 367  | 318  | 283  | 279  | 263  | 190  | 235  | 262  |

| 1968 | 1975 | 1982 | 1990 | 1999 | 2005 | 2006 | 2010 | 2015 |
| ---- | ---- | ---- | ---- | ---- | ---- | ---- | ---- | ---- |
| 262  | 216  | 256  | 315  | 404  | 473  | 495  | 517  | 506  |

| 2020 | 2022 | - | - | - | - | - | - | - |
| ---- | ---- | - | - | - | - | - | - | - |
| 496  | 492  | - | - | - | - | - | - | - |

L'évolution du nombre d'habitants est connue à travers les recensements de la population effectués dans la commune depuis 1793. Pour les communes de moins de 10 000 habitants, une enquête de recensement portant sur toute la population est réalisée tous les cinq ans, les populations de référence des années intermédiaires étant quant à elles estimées par interpolation ou extrapolation. Pour la commune, le premier recensement exhaustif entrant dans le cadre du nouveau dispositif a été réalisé en 2005.

En 2022, la commune comptait 492 habitants, en évolution de −1,01 % par rapport à 2016 (Meurthe-et-Moselle : −0,13 %, France hors Mayotte : +2,11 %).
| 1793 | 1800 | 1806 | 1821 | 1831 | 1836 | 1841 | 1846 | 1851 |
| ---- | ---- | ---- | ---- | ---- | ---- | ---- | ---- | ---- |
| 310  | 414  | 452  | 507  | 572  | 536  | 541  | 572  | 568  |

| 1856 | 1861 | 1872 | 1876 | 1881 | 1886 | 1891 | 1896 | 1901 |
| ---- | ---- | ---- | ---- | ---- | ---- | ---- | ---- | ---- |
| 567  | 530  | 504  | 495  | 508  | 466  | 463  | 451  | 411  |

| 1906 | 1911 | 1921 | 1926 | 1931 | 1936 | 1946 | 1954 | 1962 |
| ---- | ---- | ---- | ---- | ---- | ---- | ---- | ---- | ---- |
| 406  | 367  | 318  | 283  | 279  | 263  | 190  | 235  | 262  |

| 1968 | 1975 | 1982 | 1990 | 1999 | 2005 | 2006 | 2010 | 2015 |
| ---- | ---- | ---- | ---- | ---- | ---- | ---- | ---- | ---- |
| 262  | 216  | 256  | 315  | 404  | 473  | 495  | 517  | 506  |

| 2020 | 2022 | - | - | - | - | - | - | - |
| ---- | ---- | - | - | - | - | - | - | - |
| 496  | 492  | - | - | - | - | - | - | - |

Le village qui comptait environ 500 habitants aux XVe et XIXe siècles n'en comptait plus que 6 après la peste du XVIe siècle.[réf. nécessaire]

## Culture locale et patrimoine

### Lieux et monuments
- Le château de Clémery  Inscrit MH (1986, partiel)[33] : importantes transformations en 1861 ; deux tours rondes, pavillon d'entrée, grand escalier, salons, chambre. Il est habité au Premier Empire par le grand maréchal du palais Gérard Christophe Michel Duroc.
- Église Saint-Loup, restaurée après la guerre de 1914-1918 : statue de saint Loup.

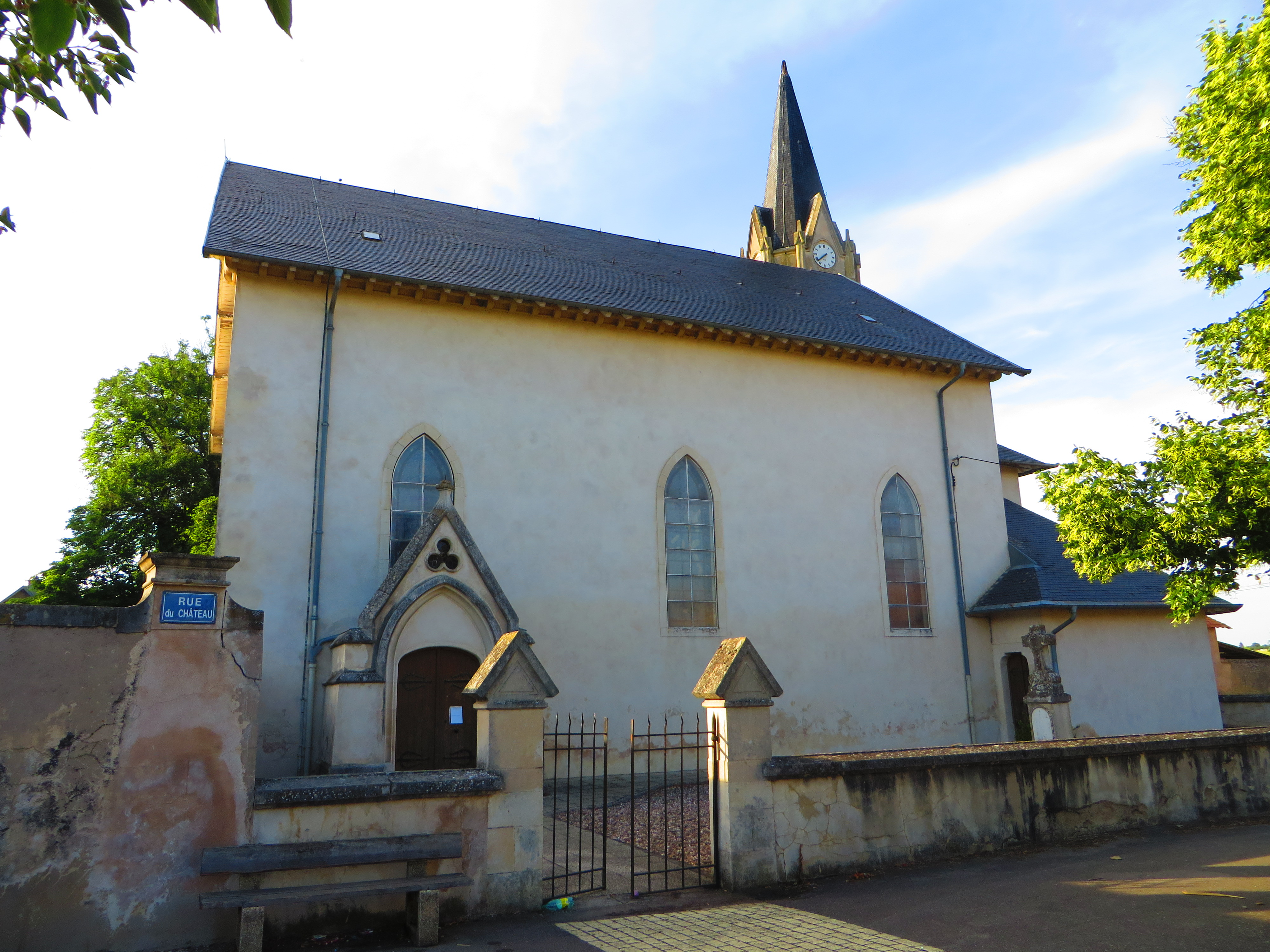
Église Saint-Loup.
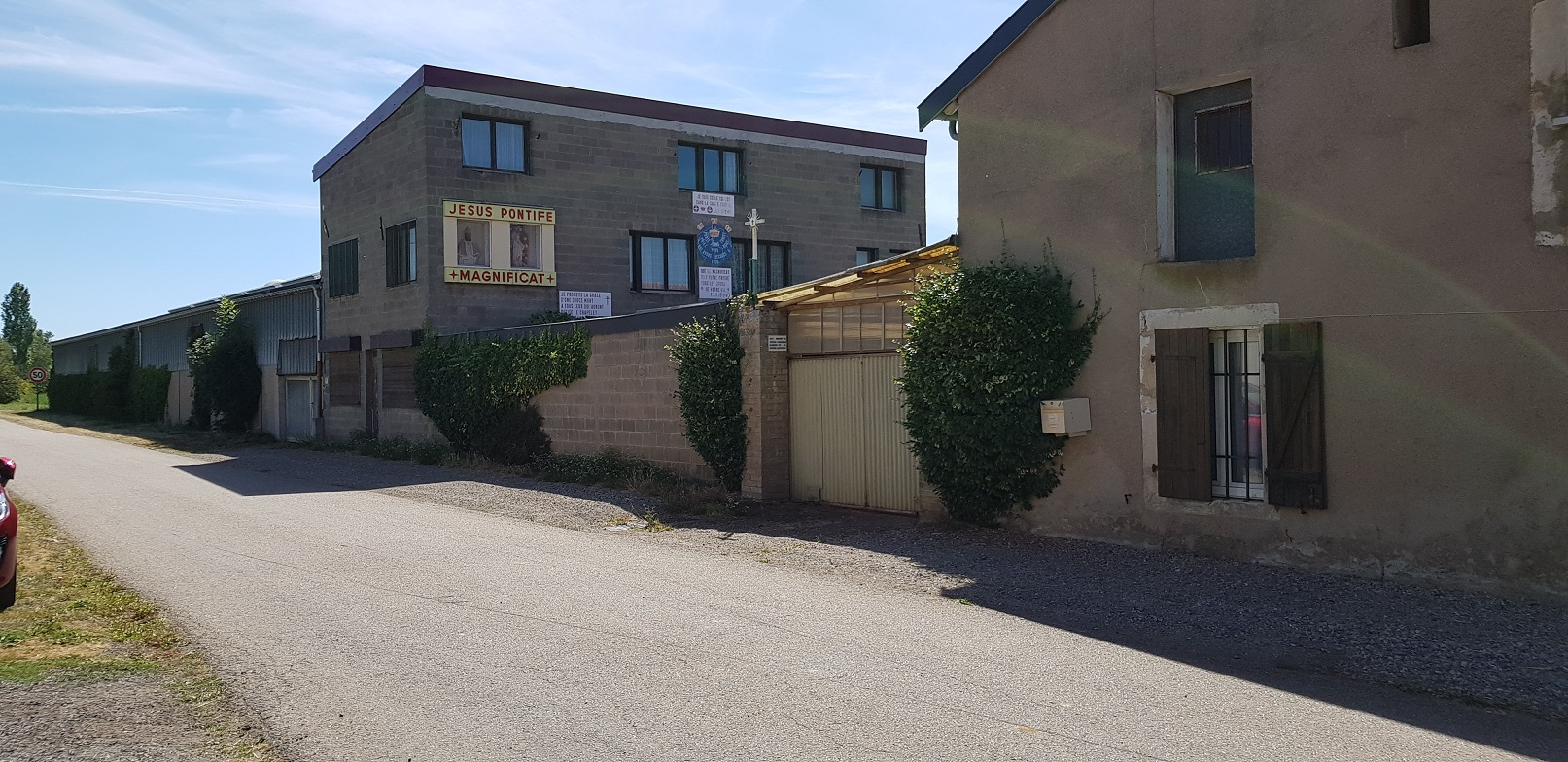
Le « Petit Vatican » en 2020.

### Personnalité liée à la commune
- Le Maréchal Gérard Christophe Michel Duroc (1772-1813), achète le château en 1808 aux  trois  filles de Charles Henry du Hautoy et de Louise Joséphine de Chérisey.
- Le baron d'empire Eugène de Ladoucette (1807-1877), homme politique, achète le château à la veuve du Maréchal Duroc 1831. Son fils le baron Étienne de Ladoucette (1807-1887) est maire de la commune de 1882 à 1896.
- Michel Collin (1905-1974),  prêtre français réduit à l'état laïc par l'Église catholique qui s'est autoproclamé pape sous le nom de Clément XV,  était installé avec ses affidés à Clémery, dans un domaine surnommé le « Petit Vatican »[34].

### Héraldique, logotype et devise
| Blason de Clémery | Blason  | D'argent au chef de gueules chargé d'une aigle d'or. |
| Blason de Clémery | Détails | Ce sont les armes des anciens seigneurs de Clémery. Cette famille d'ancienne chevalerie portait le nom du lieu et s'éteignit au XVIe siècle. Le statut officiel du blason reste à déterminer. |

## Pour approfondir